# Hans van Essen
Hans van Essen, född mellan 1587 och 1589 i Antwerpen, död efter 1648 i Amsterdam, var en belgisk målare.
Hans van Essen var 1611-1648 verksam som konstnär i Amsterdam. På grund av religionsförföljelser i Spanska Nederländerna lämnade ett stort antal flamländska konstnärer hemlandet och bosatte sig i Nederländerna och Tyskland. Troligen var Hans van Essen en av dessa. Ett måltidsstilleben från omkring 1620 är det enda fullt signerade verket av van Essen. Med utgångspunkt från detta har ett antal andra målningar tillskrivits honom. Essen är representerad vid bland annat Nationalmuseum i Stockholm.